# Victor Gelling
Victor Gelling (* 1998 in Berlin) ist ein deutscher Kontrabassist und Komponist, der sowohl im Bereich des Jazz als auch in der zeitgenössischen Musik sowie der Performancekunst tätig ist.

## Leben und Wirken
Gelling, der in Kleinmachnow aufwuchs, wurde zunächst von Paul McCartney beeinflusst und begann auf dem E-Bass in Punkbands. Über den Harmonielehreunterricht entdeckte er den Jazz und wandte sich ab dem 16. Lebensjahr dem Kontrabass zu. Zwischen 2017 und 2022 studierte er an der Hochschule für Musik und Tanz Köln im Bachelor-Jazzstudiengang bei Dieter Manderscheid und Frank Gratkowski. Er war Mitglied im Landesjugendjazzorchester Brandenburg unter der Leitung von Jiggs Whigham, im Berliner Jugendjazzorchester und im Jugendjazzorchester Sachsen. Seit 2019 ist er Mitglied des Studio Musikfabrik Köln unter der Leitung von Peter Veale; seit 2020 ist er außerdem Teil des Ensembles Aroura № π, welches sich der Aufführung zeitgenössischer Musik in Düsseldorf widmet.
Gelling trat mit John Betsch, Maria Baptist und Felix Wahnschaffe auf. Mit seinem Quartett, zu dem Gabriel Rosenbach, Victor Fox und Leif Berger gehören, legte er 2020 das Album Alpakafarm bei JazzHausMusik vor. Sein aktuelles Hauptprojekt stellt sein großformatiges Ensemble T.P.C.M. (Trash & Post-Chaotic Music) dar, dessen Debütalbum Everything I Glue Together Falls Apart gleichfalls 2020 erschien; im 14-köpfigen Orchester agieren die Sängerinnen Karoline Weidt und Katharina Koch, acht Bläser und eine Rhythmusgruppe. Zwischen einem Präludium und einem Postludium eingespannt, unterbrochen von zwei Interludien, hat das Album einen suitenhaften Charakter; das Thema ist das Zerbrechen einer Einheit. „Die Spannung dieser CD resultiert aus Genremischungen, dem häufig abrupten Nacheinander von New-Orleans-Klängen, freier Gruppenimprovisation, Swing Jazz, Atonalität, Zwölftonreihen und Kinderklavier-Passagen.“ Weiterhin gehört er zum bøhei-kollektiv, das sich unter anderem der Verbindung von szenischen Elementen mit zeitgenössischer Musik widmet.
Gelling war 2014, 2015 und 2017 Konzertpreisträger im Wettbewerb Jugend jazzt; er erhielt bei der 17. Bundesbegegnung von Jugend jazzt einen Solistenpreis.

## Diskographische Hinweise
- Nichts von Nachtigallen: Nur nicht aus Langeweile weinen (2019, mit Gabriel Rosenbach, Fabian Dudek, Victor Fox, Philipp Schittek, Dominik Mahnig)[3]
- Victor Gelling: Alpakafarm (JazzHausMusik, 2020, mit Gabriel Rosenbach, Victor Fox, Leif Berger)